# Preston Heights
Preston Heights es un lugar designado por el censo ubicado en el condado de Will en el estado estadounidense de Illinois. En el Censo de 2010 tenía una población de 2575 habitantes y una densidad poblacional de 1.042,15 personas por km².

## Geografía
Preston Heights se encuentra ubicado en las coordenadas 41°29′39″N 88°4′31″O / 41.49417, -88.07528. Según la Oficina del Censo de los Estados Unidos, Preston Heights tiene una superficie total de 2.47 km², de la cual 2.47 km² corresponden a tierra firme y (0%) 0 km² es agua.

## Demografía
Según el censo de 2010, había 2575 personas residiendo en Preston Heights. La densidad de población era de 1.042,15 hab./km². De los 2575 habitantes, Preston Heights estaba compuesto por el 33.01% blancos, el 57.75% eran afroamericanos, el 0.39% eran amerindios, el 0.12% eran asiáticos, el 0% eran isleños del Pacífico, el 5.28% eran de otras razas y el 3.46% pertenecían a dos o más razas. Del total de la población el 15.15% eran hispanos o latinos de cualquier raza.